# 備前一宮站
備前一宮站（日语：／ Bizen-Ichinomiya eki */?）是位於岡山縣岡山市北區{{Translink|ja|一宮地域|一宮地域|一宮]]553番19號，西日本旅客鐵道（JR西日本）的吉備線（桃太郎線）車站。車站編號為JR-U04。
車站名稱取自備前國的一宮——吉備津彥神社。

## 歷史
- 1904年（明治37年）11月15日 - 中國鐵道（日语：中鉄バス）吉備線開通，此站啟用。當時車站名為一之宮站。
  - 當時車站地址是岡山縣御津郡一宮村（日语：一宮村 (岡山県御津郡)）一宮。
- 日期不詳 - 車站改名為一宮站。
- 1916年（大正5年）2月1日 - 車站改名為備前一宮站。
- 1944年（昭和19年）6月1日 - 中國鐵道的鐵路部門被國有化，成為國有鐵道吉備線車站。
- 1955年（昭和30年）1月1日 - 隨著一宮町（日语：一宮地域）成立，車站地址變為岡山縣御津郡一宮町一宮。
- 1971年（昭和46年）
  - 1月8日 - 一宮町編入至岡山市，車站地址變為岡山縣岡山市一宮。
  - 11月1日 - 成為無人車站（簡易委託）。
- 1987年（昭和62年）4月1日 - 伴隨國鐵分割民營化，車站由西日本旅客鐵道（JR西日本）營運。
- 1989年（平成元年）3月 - 從簡易委託車站升級至業務委託車站。
- 2004年（平成16年）4月1日 - 從業務委託車站變為無人車站。
- 2007年（平成19年）
  - 4月1日 - 鄰接的備前一宮站前單車等停車場開始收費。
  - 7月21日 - 設置可支援ICOCA的簡易型自動閘機。
  - 9月1日 - 此站可使用IC卡「ICOCA」。
- 2008年（平成20年）
  - 10月下旬 - 第一代木造車站大樓拆毀。
  - 12月 - 第二代車站大樓開始使用。
- 2009年（平成21年）4月1日 - 隨著岡山市成為政令指定都市，車站地址變為岡山縣岡山市北區一宮。

## 車站構造
車站是一座地面車站，設有1面1線的單式月台，總社方向的列車會開啟右邊車門。此站曾經設有交會設備，現已撤走。
此站是由岡山站管理的無人車站（但是，於年尾年頭時期會臨時設有車站職員當值）。此站可使用ICOCA與其可互相使用的IC卡。在2008年（平成20年），第一代車站大樓被拆毀，同年新車站大樓竣工。在新大樓內設有簡易型自動閘機和自動售票機。

## 使用狀況
以下為近年1日平均乘車人次列表：
| 乘車人次變化 | 乘車人次變化    |
| 年度         | 1日平均乘車人次 |
| ------------ | --------------- |
| 19999        | 937             |
| 2000         | 929             |
| 2001         | 937             |
| 2002         | 922             |
| 2003         | 966             |
| 2004         | 661             |
| 2005         | 652             |
| 2006         | 638             |
| 2007         | 801             |
| 2008         | 825             |
| 2009         | 820             |
| 2010         | 830             |
| 2011         | 821             |
| 2012         | 817             |
| 2013         | 842             |
| 2014         | 875             |
| 2015         | 916             |
| 2016         | 953             |
| 2017         | 987             |
| 2018         | 1,005           |

## 其他
- 在ICOCA使用記錄中，此站會表記為「備一宮」。
- 此站鄰接備前一宮站前單車等停車場，使用該停車場的人士多為鄰近此站的岡山県立岡山一宮高等學校（日语：岡山県立岡山一宮高等学校）的師生，以及作為岡山市、總社市、倉敷市睡房城鎮的一宮地域人士。停車場委托外部公司管理，並且設有職員當值。最接近此站的無人單車停泊處是位於備前三門站，使用該停泊處的人士包括部分關西高等學校師生。

## 相鄰車站
西日本旅客鐵道（JR西日本）
 桃太郎線（吉備線）
大安寺（JR-U03）－備前一宮（JR-U04）－吉備津（JR-U05）

## 注腳
1. ↑  岡山縣統計年報

## 外部連結
- 備前一宮｜車站資訊：JR出門網 - 西日本旅客鐵道（日語）